# Helen Niña Tappan Loeblich
Helen Niña Tappan Loeblich (Norman Oklahoma, 12 de octubre de 1917 - Anaheim California, 18 de agosto de 2004) fue una geóloga y paleontóloga estadounidense.

## Vida familiar
Helen Tappan contrajo matrimonio en 1939 con el también paleontólogo Alfred R. Loeblich, Jr. (1914-1994).

## Publicaciones
- (en inglés) Helen Tappan, "Protistan Phylogeny : Multiple Working Hypotheses", Taxon, Vol.23, No.2/3, mayo de 1974, p.271-276. JSTOR 1218706

- (en inglés) Helen Tappan, The Paleobiology of Plant Protists, W. H. Freeman, San Francisco, 1980, xxi + 1028 p. ISBN 0-7167-1109-5